# 波利涅 (奥德省)
波利涅（法語：Pauligne，法語發音：[poliɲ] ⓘ）是法国奥德省的一个市镇，属于利穆区。

## 地理
波利涅（43°4'24"N, 2°9'40"E）面积6.06 平方千米，位于法国奧克西塔尼大區奥德省，该省份为法国南部沿海省份，北起塔恩省，西北接上加龙省，西接阿列日省，南至东比利牛斯省，东临地中海，东北与埃罗省接壤。
与波利涅接壤的市镇（或旧市镇、城区）包括：多纳扎克、加雅和维勒迪约、洛拉盖勒、卢皮亚、马尔拉斯、鲁捷。

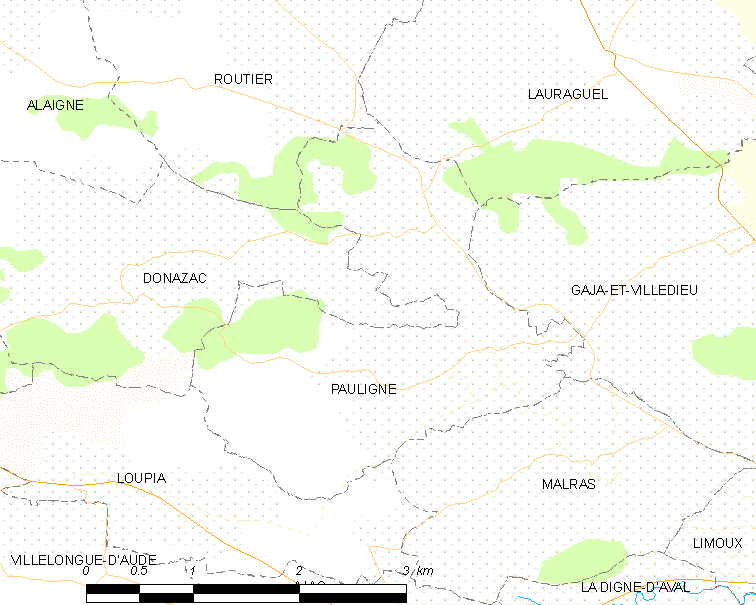
的OSM定位图

波利涅的时区为UTC+01:00、UTC+02:00（夏令时）。

## 行政
波利涅的邮政编码为11300，INSEE市镇编码为11274。

## 政治
波利涅所属的省级选区为利穆地区县。

## 人口

1962-2008年间人口变化图示

波利涅于2022年1月1日时的人口数量为363人。